# Tribologia (czasopismo)
Tribologia – recenzowany kwartalnik naukowo-techniczny o zasięgu krajowym i zagranicznym wydawany przez SIMP, adresowany do inżynierów-konstruktorów i technologów oraz producentów maszyn, urządzeń i narzędzi oraz słuchaczy wyższych szkół technicznych.
Czasopismo wydawane przy współpracy z Polskim Towarzystwem Tribologicznym i Instytutem Technologii Eksploatacji w Radomiu, ukazuje się od 1969 roku.
Czasopismo porusza zagadnienia o najwyższym znaczeniu gospodarczym, dlatego tematy podejmowane przez TRIBOLOGIĘ mają istotne znaczenie dla praktyki inżynierskiej. Odpowiada to europejskim tendencjom integracyjnym różnych dziedzin nauki dla uzyskania efektu synergii w rozwiązywaniu problemów technicznych.
TRIBOLOGIA publikuje wyniki badań prowadzonych w ramach prac kwalifikacyjnych (doktorskich i habilitacyjnych). Osiągnięcia prezentowane w czasopiśmie są również istotne w procedurach uzyskiwania tytułu naukowego profesora. Publikacje w TRIBOLOGII zawierają również wyniki projektów badawczych finansowanych z budżetu państwa, funduszy unijnych oraz przemysłu. Poziom merytoryczny czasopisma TRIBOLOGIA jest przez wielu ekspertów oceniany bardzo pozytywnie w porównaniu z innymi czasopismami o zasięgu międzynarodowym. Radę Naukową czasopisma tworzą najwybitniejsi polscy trybolodzy oraz wybitni przedstawiciele nauki w dziedzinie trybologii z najsilniejszych zespołów badawczych z 12 krajów świata.